# Zizi Jeanmaire
Zizi Jeanmaire, születési nevén Renée Marcelle Jeanmaire (Párizs, 1924. április 29. – Genf, Svájc, 2020. július 17.) francia balett-táncos, a  híres francia balett-táncos és koreográfus, Roland Petit felesége. Az 1950-es években vált ismertté, mikor 1949-ben fellépett a Carmen című balettban. Ezután több hollywoodi filmben is szerepelt.

## Előzmények
Renée Marcelle Jeanmaire Párizsban, Marcel Jeanmaire és Olga Renée (leánykori nevén Brunus) családjába született, majd a Párizsi Opera Balettben kilenc évesen megismerkedett későbbi munkatársával és férjével, Roland Petit-vel. 1940-ben csatlakozott a Petit's Ballets de Paris csoporthoz. 1954-ben összeházasodtak, sikeres műsoraik révén pedig megnyílt előtte az út a sztársághoz. Ennek köszönhetően rövid ideig Hollywoodban is dolgozott (ahol egyszerűen Jeanmaire-knt szerepelt a filmes listákon), ahol az 1952-es Hans Christian Andersen (1952) és az Anything Goes (1956) musicalekben szerepelt. Ezután a balettre koncentrált, és Petit-vel több mint 60 előadást tartottak. Az 1960-as évektől énekesi karriert is indított, aminek egyik legismertebb terméke a „Mon truc en plumes” című dal.
Ismertségének köszönhetően több divatműsorban is szerepelt, ahol az első sorokba ültették. Az Yves Saint-Laurent egyik bemutatóján 1967-ben Jeanmaire-t Elsa Martinelli, Françoise Hardy, és Catherine Deneuve mellé ültették. Nagyjából 50 évvel később a Vogue magazin  Jeanmaire-re és társaira úgy tekintett vissza, mint a divathetek hírességeinek példáira.

## Magánélete
Petit-vel közösen egy gyermekük lett, Valentine Petit táncos és színésznő.
Jeanmaire szerepel Peter Sarstedt Where Do You Go To (My Lovely)? című dalának szövegében, annak az első sorában: „You talk like Marlene Dietrich, and you dance like Zizi Jeanmaire / Your clothes are all made by Balmain and there’s diamonds and pearls in your hair.”
Steve Harley & Cockney Rebel is megemlíti őt a Timeless Flight lemezükön megjelent „Nothing is Sacred” című számban: „I said: Zizi Jeanmaire wouldn’t take this and neither will we / if they call me Napoleon again I’ll be forced to let the lion free.”.

## Filmográfia
- Hans Christian Andersen (1952)
- Anything Goes (1956)
- Folies-Bergère (1956)
- Too Many Lovers (1957)
- Guinguette (1959)
- Black Tights (1961)

## Színházi szerepek
- The Girl in Pink Tights Broadway (1954)
- Can-Can Broadway (1981)

## Bibliográfia
- Zizi. Zizi Jeanmaire with Gérard Mannoni (2002), Paris: Assouline, 2002, 147 pages (French); ISBN 2-84323-389-5